# Noorwegen op het Eurovisiesongfestival 2019

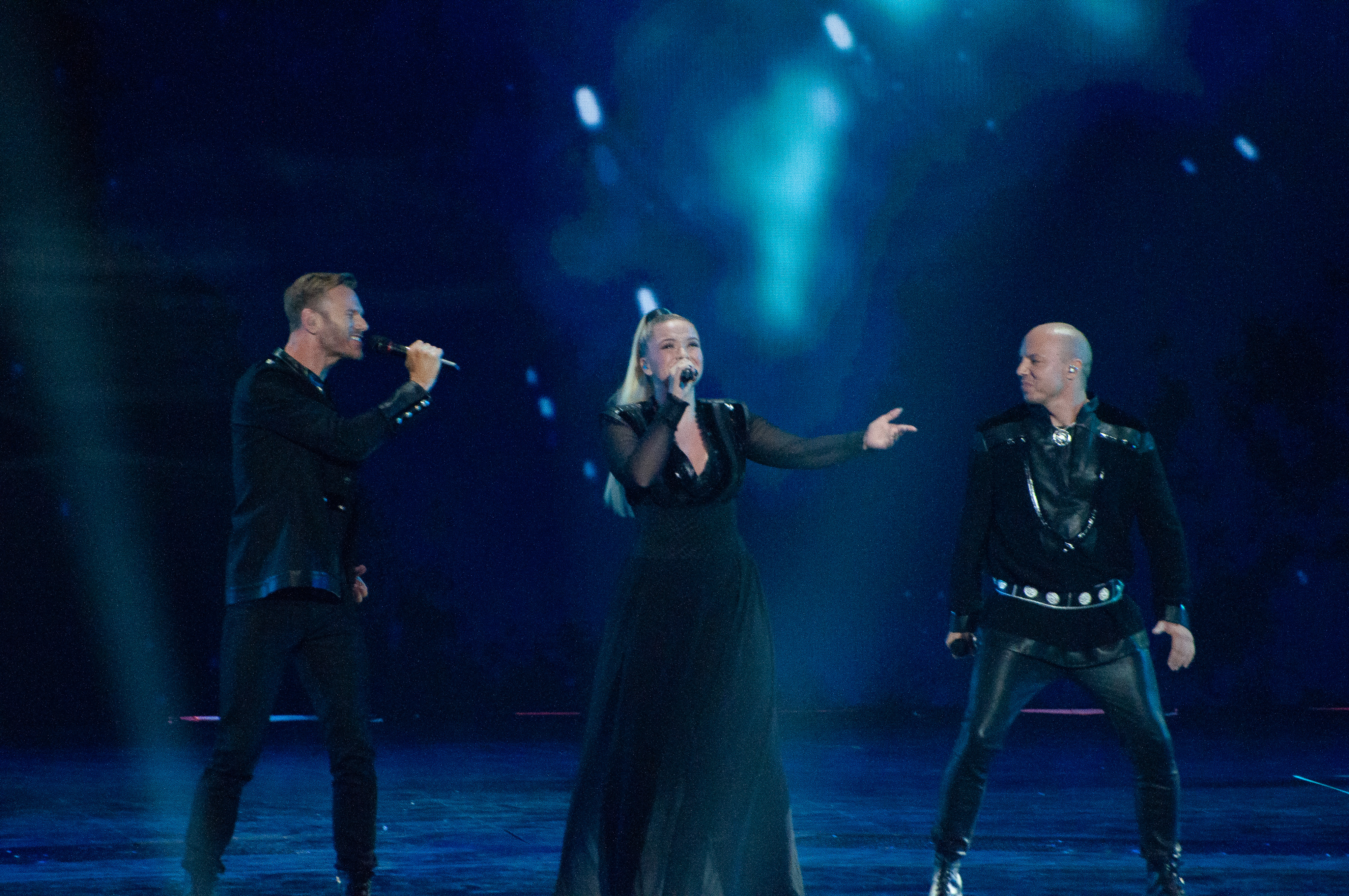
KEiiNO in Tel Aviv

Noorwegen nam deel aan het Eurovisiesongfestival 2019 in Tel Aviv, Israël. Het was de 58ste deelname van het land aan het Eurovisiesongfestival. NRK was verantwoordelijk voor de Noorse bijdrage voor de editie van 2019.

## Selectieprocedure
Reeds op 31 januari 2018 maakte de Noorse openbare omroep bekend te zullen deelnemen aan de 64ste editie van het Eurovisiesongfestival. De inschrijvingsperiode liep tot 9 september 2018. Er werden in totaal meer dan duizend inzendingen ontvangen. Vervolgens ging een selectiecomité aan de slag om tien acts te selecteren voor deelname aan Melodi Grand Prix 2019. Hun namen werden op 25 januari 2019 vrijgegeven.
Net als de voorgaande jaren koos NRK ervoor slechts één show te organiseren. De nationale finale werd uitgezonden vanuit hoofdstad Oslo, meer bepaald het Oslo Spektrum. De show werd gepresenteerd door Heidi Ruud Ellingsen en Kåre Magnus Bergh. KEiiNO ging uiteindelijk met de overwinning aan de haal.

## Melodi Grand Prix 2019
2 maart 2019
| Volgorde | Artiest           | Lied              |
| -------- | ----------------- | ----------------- |
| 1        | Chris Medina      | We try            |
| 2        | D'Sound           | Mr. Unicorn       |
| 3        | Mørland           | En livredd mann   |
| 4        | Anna-Lisa Kumoji  | Holla             |
| 5        | Erlend Bratland   | Sign for you      |
| 6        | Ingrid Berg Mehus | Feel              |
| 7        | Hank von Hell     | Fake it           |
| 8        | Carina Dahl       | Hold me down      |
| 9        | Adrian Jørgensen  | The bubble        |
| 10       | KEiiNO            | Spirit in the sky |

Zilveren finale
| Plaats | Artiest          | Lied              | Stemmen |
| ------ | ---------------- | ----------------- | ------- |
| 1      | KEiiNO           | Spirit in the sky | 98.328  |
| 2      | Adrian Jørgensen | The bubble        | 55.794  |
| 3      | D'Sound          | Mr. Unicorn       | 11.123  |
| 4      | Anna-Lisa Kumoji | Holla             | 6.718   |

Gouden finale
| Plaats | Artiest          | Lied              | Stemmen |
| ------ | ---------------- | ----------------- | ------- |
| 1      | KEiiNO           | Spirit in the sky | 231.937 |
| 2      | Adrian Jørgensen | The bubble        | 162.608 |

## In Tel Aviv
Noorwegen trad aan in de tweede halve finale, op donderdag 16 mei 2019. KEiiNO was als vijftiende van achttien artiesten aan de beurt, net na Jonida Maliqi uit Albanië en gevolgd door Duncan Laurence uit Nederland. Noorwegen eindigde uiteindelijk op de zevende plek met 210 punten en stootte zo door naar de finale. Daarin was KEiiNO als vijftiende van 26 artiesten aan de beurt, net na Kobi Marimi uit Israël en gevolgd door Michael Rice uit het Verenigd Koninkrijk. Tijdens de puntentelling bleek er een opvallend groot verschil te zijn in hoe de Noorse inzending door de vakjury's en de televoters gewaardeerd werd. Terwijl de Noren van de jury's slechts 40 punten ontvingen, wisten zij de televoting met 291 punten overtuigend te winnen. Met een totaalscore van 331 punten eindigde Noorwegen op de zesde plaats.